# سیستم مدیریت کلینیک
سیستم‌های مدیریت کلینیک محصولات نرم‌افزاری کامپیوتر هستند که تمام فعالیت‌های ذاتی درگیر در مدیریت و اجرای یک مرکز مراقبت‌های بهداشتی را هماهنگ و ادغام می‌کند. آن‌ها باید استانداردهای امنیتی، فناوری و قابلیت‌های مشخص شده برای مدیریت پرونده‌های پزشکی الکترونیکی و اطلاعات مدیریت عمل را برآورده کنند. بعضی از سیستم‌ها اطلاعات کامل بیمار را همراه با پرونده‌های پزشکی الکترونیکی (EMR), صورتحساب پزشکی، EDI HCFA Claim sending ادعا می‌کنند که از امنیت، فناوری و استانداردهای عملکردی استفاده می‌کنند.
به غیر از مراقبت از بیمار کلی، یک کلینیک نیز ممکن است در آزمایشهای بالینی کار کند. به منظور مدیریت مسئولیت‌های اضافی در مدیریت یک کارآزمایی بالینی، یک کلینیک همچنین می‌تواند از  CTMS  یا سیستم مدیریت داده‌های بالینی (CDMS) علاوه بر سیستم EMR و سیستم‌های صورتحساب خود نیز استفاده کند.
سیستم کامپیوتری بهداشتی، که معمولاً به عنوان سیستم مدیریت کلینیک شناخته می‌شود، ایجاد می‌شود تا عملیات دستی در کلینیک‌ها را کامپایل کند. هدف اصلی این است که پرونده‌های بیمار را دیجیتالی کنید تا بازیابی داده آسان و کارآمد باشد. در فرم دیجیتال، داده‌های بیمار به راحتی می‌توانند توسط چندین کاربر همزمان در مکان‌های مختلف به اشتراک گذاشته شوند و به‌طور عملیات بالینی و همکاری در میان پزشکان به صورت صحیح انجام شود. همچنین به این معنی است که داده‌های بیمار را می‌توان به آسانی پشتیبان‌گیری کرد و برای محرمانه بودن و دستکاری از طریق کنترل دسترسی محافظت می‌شود. علاوه بر این، وظایف بالینی شامل صدور صورتحساب پانل، مدیریت موجودی و حسابداری همه آسان و به صورت خودکار انجام می‌شود. از لحاظ اقتصادی، کلینیک‌ها از کاهش هزینه‌های ثابت در نتیجه افزایش بهره‌وری و بهره‌وری کلی بهره‌مند می‌شوند. اساساً، هر کس در کلینیک از سیستم استفاده می‌کند - پزشک، پرستار، کارمند، سرپرست و صاحب کلینیک - که زندگی آن‌ها را آسان می‌کند و خطاهای غیر ضروری انسان را از فعالیت‌های روزانه خود حذف می‌کند.

## eClinic system
eClinic system یک نرم‌افزار مبتنی بر وب است که یک سیستم مدیریت کامل پزشکی می‌باشد و برای کلینیک‌های پزشکی، پزشکان فردی و شرکت‌های صدور صورتحساب پزشکی شخص ثالث به کار گرفته می‌شود.
این سیستم قابل تنظیم، شامل مدیریت بیمار، مراقبت، برنامه موبایل، برنامه زمان‌بندی آنلاین، پیام رسانی امن، پورتال، بیمه، حسابداری، HR,HL7 و… است.

### اجزا eClinic system
در این قسمت برخی از اجزای این نرم‌افزار را معرفی شده‌است و برخی از وظایف آن‌ها توضیح داده شده‌است:

#### ۱)مدیریت سرپایی
-تمام جزئیات بیماران سرپایی دراین ماژول از سیستم مدیریت کلینیک مدیریت می‌شود.
-سازماندهی خدمات به‌طور مشخص مانند خدمات مشاوره، روش‌ها، داروها، آزمایشگاه،MRI، غیره
-مدیریت صورتحساب، پرداخت بها، پیش پرداخت
-ارسال پیامک و اطلاع‌رسانی به بیمار
-تهیهٔ گزارش روزانه، ماهیانه یا سالانه

#### ۲)ثبت نام بیمار
-ثبت اطلاعت بیمار شامل نام بیمار، آدرس، اطلاعات تماس، تاریخ تولد، اطلاعات بیمه و…
-ثبت اطلاعات بیمار با یک شناسه منحصر به فرد

#### ۳)مدیریت دارویی
-نظارت بر توزیع دارو
-کاهش خطا و اجتناب از توزیع نادرست دارو

#### ۴)مدیریت رادیولوژی و آزمایشگاه
-ثبت رزرو و ارسال درخواست به صورت خودکار
-سازگار با فن آوری‌های تصویربرداری رادیولوژیک و آزمایشگاهی
-ارائه روش‌های هوشمند برای گزارش و تفسیر
-صدور صورتحساب به مرکز ارائه خدمات
-اطلاع‌رسانی به بیمار از طریق پیامک یا ایمیل هنگام آماده و دسترس بودن نتایج
-ارسال نتایج و گزارش‌ها درهنگام لزوم به سایر بخش‌ها
-نمایش نتایج و گزارش‌ها بر روی صفحه نمایش و چاپ آن‌ها در صورت نیاز

#### ۵)خلاصه تخلیه
-ایجاد خودکار هنگام پایان مجموعه ای از درمان‌ها و پس از ترخیص بیمار
-ثبت تمامی اطلاعات مربوط به شکایت اصلی بیمار، تشخیص، نوع درمان و واکنش‌ها و روند درمان

#### ۶)مدیریت حساب
-ارائه و صدور صورتحساب به دریافت کنندگان خدمات

#### ۷)حقوق و دستمزد و مدیریت منابع انسانی
-محاسبه حقوق کارکنان و کارمندان مرکز

#### ۸)مدیریتMRD
-ثبت تاریخچهٔ همهٔ بیماران و تجزیه و تحلیل داده‌ها

#### ۹)مدیریت پذیرش
-دسترسی به اطلاعات و وضعیت هر بیمار و پزشک شامل آدرس، محل سکونت، اتاق بیمار و…